# MIG-29: Soviet Fighter
MIG-29: Soviet Fighter är ett shoot 'em up-spel utvecklat av Richard Chaney och utgivet av Codemasters 1989. En olicenserad version släpptes till NES av Camerica.

## Handling
Spelaren antar rollen som stridspilot ombord på ett sovjetiskt MIG-29-stridsflygplan. Målet är att besegra en internationell terroristarmé, och spelet påminner om spel som After Burner.
Stridsflygplanet ses bakifrån, och utrustad med bomber, missiler och en atombomb skall spelaren ta sig över bergskedjor, öknar och polarområdet.

### Fotnoter
1. 1 2  ”MIG-29: Soviet Fighter”. NES DB. Arkiverad från originalet den 11 april 2016. https://web.archive.org/web/20160411212935/http://www.gamefaqs.com/nes/587456-mig-29-soviet-fighter/data. Läst 10 juni 2014.
2. ↑  ”MIG-29: Soviet Fighter” (på engelska). Mobygames. 14 mars 1989. http://www.mobygames.com/game/mig-29-soviet-fighter. Läst 10 juni 2014.